# 本因坊秀和
本因坊 秀和（ほんいんぼう しゅうわ、文政3年（1820年） - 明治6年（1873年）7月2日）は、江戸時代の囲碁棋士、本因坊家十四世本因坊秀和。伊豆国出身。幼名は土屋俊平、後に恒太郎、秀和。本因坊丈和門下、八段準名人。法名は日悦。囲碁四哲の一人とされ、当時周囲にも名人の力量を認められていながら、幕末の混乱のために名人就位はならなかった。実子に十五世本因坊秀悦（長男）、十七・十九世本因坊秀栄（次男）、十六・二十世本因坊秀元（三男）。

## 略歴

### 生い立ち
伊豆国君沢郡小下田村（現伊豆市）に生まれる。文政12年（1829年）、9歳の時に本因坊丈和に入門。これは父と沼津に行った際に万屋某という12歳の少年に四子で負け、その結果に腹を立てた父親が江戸に上り、丈和のところに俊平を預けて帰った。しかし家族に猛反対されて連れて帰る旅中、前の少年に互先で打ち分けた。これに気を良くした父親は家族を説得し、今度こそ正式に門下生にしたのだという（「矢畑半助有信手記」）。その後13歳で剃髪し秀和を名乗り、15歳で三段、19歳で六段に進む。この頃は安井算知 (俊哲)を相手に星打ちなど野心的な試みもしていたが、坊門の後継者と目されるようになる頃からは堅実な棋風となっていった。

### 幻庵との争碁
天保9年（1838年）、師の丈和が名人碁所を引退、本因坊元丈の子の丈策が家督を継ぎ、翌年に秀和が跡目となって21歳で七段に進む。この年から御城碁に出仕し、最後の御城碁まで29局を残した。またこの機に井上幻庵因碩は天保11年、名人碁所就任の願いを幕府に提出する。これに対して争碁の相手として、丈策は当主である自分でなく跡目の秀和を選び、幻庵と秀和は寺社奉行より四番の争碁を命じられる。同年11月から行われた第1局で秀和は先で4目勝ちとし、幻庵は病もあって碁所願いを取り下げる。続いて天保13年にも幻庵と秀和は2度対戦するが、秀和は先番で連勝し、幻庵は名人碁所断念に至った。
嘉永元年（1848年）、前年の丈策死去により、家督を継いで十四世本因坊秀和となる。同年11月には、安田秀策を跡目に定める。嘉永3年八段。

### 維新後
安政6年（1859年）、幕府に名人碁所就任願いを出す。実力は誰もが認めるところであったが、すでに幕末の争乱期に入っており、幕府には囲碁界を省みている余裕はなく「内憂外患の多忙」を理由に却下される。この時十三世井上因碩（松本錦四郎）が異義を唱えていたが、このための争碁も行われなかった。
文久2年（1862年）、期待をかけていた跡目秀策がコレラに感染して死亡。秀和は悲嘆の淵に沈んだと伝えられる。新たな跡目として翌年、長子秀悦を指名。御城碁はこの年の下打ちを最後として行われなくなり、棋士の対局機会も激減したため、秀和は研究会「三ノ日会」を組織するが、資金不足で3、4年で中断となる。
倒幕に伴い家元制度は崩壊。明治2年（1869年）に東京府庁より、屋地引き替え、家禄減石の通達が出され、本所相生町の邸宅を借家にせざるを得なくなったが、直後にその借家から出火して邸宅が全焼、倉庫で雨露をしのぐなど苦しい生活に追い込まれた。明治4年（1871年）には家禄奉還となり、さらに経済的に困窮した。
明治6年（1873年）死去。秀悦が十五世本因坊となる。
秀和は名人の実力がありながら名人になれなかった元丈、知得、幻庵因碩とともに囲碁四哲と称される。また秀和とその弟子の秀策、秀甫を江戸末期の最高峰として三秀とも呼ぶ。早打ち、性格は極めて穏やかであったとされている。

## 後継者
跡目としていた秀策死去の後、一門の最強者は村瀬秀甫、次いで丈和の三男中川亀三郎であったが、秀和はわずか13歳、三段の長男秀悦を再跡目に指名した。これは12世丈和の未亡人が口を挟んだためとも言われる。
これに絶望した秀甫は越後方面に遊歴に出て、明治2年に中川らと六人会発足、続いて明治12年（1879年）に方円社を設立。もともと病弱であった秀悦は名門の重圧と碁界の混乱期という逆境の中で精神に変調を来たし、本因坊位は秀和の三男秀元、次いで次男秀栄と転々とし、混乱に拍車をかけた。
なお本因坊秀栄もまた後継者を指名せずに亡くなり、混乱の源を作ってしまっている。

## 顕彰
1990年に生誕170周年を記念して、伊豆市の秀和の生家の隣にある最福寺に「秀和生誕の碑」が作られた。「秀和生誕の地」の文字は坂田栄男の揮毫による。最福寺内の郷土歴史資料館には秀和の展示コーナーも設置されている。
2006年に日本棋院囲碁殿堂入り。

## 有名局
本因坊秀和（白）対 太田雄蔵
|  |  |  |  |  |  |  |  |  |  |  |  |  |  |  |  |  |  |  |
|  |  |  |  |  |  |  |  |  |  |  |  |  |  |  |  |  |  |  |
|  |  |  |  |  |  |  |  |  |  |  |  |  |  |  |  |  |  |  |
|  |  |  |  |  |  |  |  |  |  |  |  |  |  |  |  |  |  |  |
|  |  |  |  |  |  |  |  |  |  |  |  |  |  |  |  |  |  |  |
|  |  |  |  |  |  |  |  |  |  |  |  |  |  |  |  |  |  |  |
|  |  |  |  |  |  |  |  |  |  |  |  |  |  |  |  |  |  |  |
|  |  |  |  |  |  |  |  |  |  |  |  |  |  |  |  |  |  |  |
|  |  |  |  |  |  |  |  |  |  |  |  |  |  |  |  |  |  |  |
|  |  |  |  |  |  |  |  |  |  |  |  |  |  |  |  |  |  |  |
|  |  |  |  |  |  |  |  |  |  |  |  |  |  |  |  |  |  |  |
|  |  |  |  |  |  |  |  |  |  |  |  |  |  |  |  |  |  |  |
|  |  |  |  |  |  |  |  |  |  |  |  |  |  |  |  |  |  |  |
|  |  |  |  |  |  |  |  |  |  |  |  |  |  |  |  |  |  |  |
|  |  |  |  |  |  |  |  |  |  |  |  |  |  |  |  |  |  |  |
|  |  |  |  |  |  |  |  |  |  |  |  |  |  |  |  |  |  |  |
|  |  |  |  |  |  |  |  |  |  |  |  |  |  |  |  |  |  |  |
|  |  |  |  |  |  |  |  |  |  |  |  |  |  |  |  |  |  |  |
|  |  |  |  |  |  |  |  |  |  |  |  |  |  |  |  |  |  |  |

黒の太田が中央作戦を敷いてきたのに対し、白の秀和は右辺を白2から6と低位で受け、また下辺も白10から14と反発せずに受け切るという趣向に出た。黒は15と中央を囲うが、この手がよくなかったともいわれ、白は16から18と平易に打って2目勝ちに持ち込んだ。この碁について、弟子の本因坊秀甫は「秀和だから打ってもいいので、これを規範としてはいけない。他の人がこんな打ち方をすると必ず負ける」と述べ、関山仙太夫は「道策と丈和の両棋聖が一緒になっても打てない」と感嘆している。